# Olesicampe consueta
Olesicampe consueta är en stekelart som först beskrevs av Charles Thomas Brues 1910.  Olesicampe consueta ingår i släktet Olesicampe, och familjen brokparasitsteklar. Inga underarter finns listade i Catalogue of Life.